# السيدة ظهيرة
بولودنيتسا (بالإنجليزية: Poludnitsa)‏(1) هي شخصية أُسطوريَّة من عدة أساطير منتشرة في مختلف البلدان السلافية (أو ما يطلق عليهم أيضًا الصقالبة) في شرق أوروبا. هي شيطان الظهيرة في الاساطير السلافية، ويمكننا تسميتها بالعربية السيدة ظهيرة" أو "شبح الظهر" أو "ساحرة الظهر"، دوما ما كانوا يصورونها بأنها امرأة شابة ترتدي الأبيض تتجول في الحقول وتهاجم الشعب بوقت الظهيرة مسببة لهم ضربات الشمس وحكة في الرقبة أو حتى الجنون.

## الحكاية التاريخية
بولودنيتسا التي تظهر في منتصف أيام الصيف الحارة تأخذ هيئة دوامة وتحمل معها محشًا أو مقص أشجار وغالبًا ما يكون المقص ذو تصميم قديم وليس مقصًا حديثًا، ستوقف الناس في الحقول لتسألهم أسئلة صعبة أو تبدأ محادثة معهم فإذا عجز أحدهم عن إجابة سؤالها أو حاول تغيير موضوع الحديث ستقوم بقطع رأسه أو تصيبه بالمرض، كما أنها قد تظهر بهيئة عجوز أو امرأة حسناء أو فتاة تبلغ من العمر 12 سنة، كانت تعتبر أسطورة فعالة لإبعاد الأطفال عن المحاصيل، يمكن أن نراها فقط في أشد فترات الحر خلال اليوم وهي تجسيد لضربة الشمس.
في الشمال الأقصى من المناطق الألمانية والغربية ممن يتحدثون اللغة السلافية وخصوصا في ولاية براندنبورغ توجد روح أسطورة مشابهة تسمى «هوغنمومه» («سيدة الشيلم») تجعل الأطفال يختفون حينما يبحثون عن الزهور بين النباتات الطويلة في يوم صيفي حار. أما في منطقة ألتمارك فهي نفسها شخصية «غيكنمومه» التي ستختطف الأطفال الذين يسيئون التصرف، أما في منطقة من يتحدثون باللغة البولابية سابقا بالقرب من لونينبورغ فكانوا يسمونها «كورنويف» (كانت تنطق سابقا Kornwyf، والتي تعني «امرأة الذرة» أو «سيدة نباتات الحبوب»).

## الهوامش
1. تسمى Południca بالبولندية، وПолудница (بولودنيتسا) بالصربية والبلغارية والروسية، وPolednice بالتشيكية، وPoludnica  بالسلوفاكية، وPřipołdnica باللغة الصوربية العليا، وПолознича (بولوزنيشا) بالكومية، Chirtel Ma باليديشية. 